# Irene Sloof
Irene Sloof (Hoofddorp, 6 januari 1978) is een Nederlands basketbalster. Sloof is 72-voudig international en speelde van 2001 tot 2007 in het Nederlands basketbalteam. Ze werd in 2007 assistent-bondscoach van het Nederlands rolstoelbasketbalteam.

## Amerika
Sloof speelde van 1997 tot 2001 bij Liberty University in de hoogste divisie van de NCAA in Lynchburg Virginia en werd met haar team viermaal kampioen van de Big South Conference. In het seizoen 1997/98 werd ze verkozen tot het All Rookie Team van de divisie.

## Nederland
Teruggekeerd in Nederland speelde Sloof van 2001 tot 2007 bij CBV Binnenland in de Eredivisie. Daarmee won ze in 2004 de Nederlandse Beker en won ze tweemaal de Final Four-competitie. In 2002/2003 werd Sloof verkozen tot de Meest Waardevolle Speelster van de Nederlandse competitie. Van 2007 tot 2010 speelde Sloof bij DAS Delft en won daar driemaal de Final Four-competitie. In de zomer van 2010 werd bekend dat Sloof ging spelen bij Wereldtickets Leiderdorp.